# (90672) Metrorheinneckar
(90672) Metrorheinneckar est un astéroïde de la ceinture principale.

## Description
(90672) Metrorheinneckar est un astéroïde de la ceinture principale. Il fut découvert le 6 septembre 1977 à La Silla par Lutz Dieter Schmadel. Il présente une orbite caractérisée par un demi-grand axe de 3,06 UA, une excentricité de 0,30 et une inclinaison de 20,2° par rapport à l'écliptique.

## Compléments